# Alma Holgersen
Pour les articles homonymes, voir Holgersen.
Alma Holgersen, née Alma Ptaczek à Innsbruck (Autriche) le 27 avril 1896 et morte dans cette ville le 18 février 1976, est une écrivain autrichienne.

## Récompenses et distinctions
- 1949 : Prix de la Ville de Vienne de littérature